# La campana di vetro
La campana di vetro (The Bell Jar) è un romanzo a chiave semiautobiografico della poetessa e scrittrice statunitense Sylvia Plath, pubblicato originariamente con lo pseudonimo di Victoria Lucas, nel 1963. Plath morì suicida un mese dopo la pubblicazione. Nel 1966 il romanzo venne ristampato in Inghilterra con il vero nome dell'autrice. Negli Stati Uniti il libro non venne pubblicato fino al 1971, per volere della madre e del marito separato Ted Hughes.

## Pubblicazione
La data di inizio stesura del romanzo è tuttora un mistero. Plath raccontò ad alcuni amici e colleghi del suo progetto, ma non volle mai divulgare troppi dettagli.
Secondo il marito Ted Hughes, Plath iniziò a scrivere il romanzo nel 1961, dopo la pubblicazione della raccolta di poesie The Colossus.
In una lettera ad Ann e Leo Goodman del 27 aprile 1961 Plath racconta di aver scritto "i tre quarti di un romanzo sulla storia del crollo nervoso di una ragazza del college”. Ammette che i personaggi del romanzo sono ispirati a persone reali e che per questa ragione decide di pubblicarlo con uno pseudonimo. Racconta infine di trovare il libro molto divertente.
Il 19 agosto 1961 Plath scrive ai suoi cognati, Gerald e Joan Hughes, che stava tentando di finire un romanzo prima del trasferimento a Court Green.
Nel suo diario scrive di aver completato il romanzo il 22 agosto 1961, pochi giorni dopo la sua lettera a Gerald e Joan.
Plath presentò il manoscritto alla Eugene F. Saxton Fellowship ma l’editore rifiutò di pubblicarlo, definendolo “deludente, infantile e troppo elaborato”.
Per le prime versioni del romanzo Plath aveva preso in considerazione i titoli Diario di un suicidio e La ragazza nello specchio.
Il romanzo venne infine pubblicato il 14 gennaio 1963 da William Heinemann Ltd.

## Trama
La narrazione si sviluppa in tre fasi la cui distinzione è resa, in parte, dal netto cambio di scenario. Sfondo alle vicende dei primi capitoli è una New York in piena prosperità postbellica. È il giugno del 1953 e i coniugi Rosenberg sono stati condannati alla sedia elettrica, accusati di essere spie dell’Unione Sovietica.

Nel suo soggiorno a New York, Esther Greenwood desidera solo lasciarsi travolgere dalla vita della città e fa fatica a non deludere le aspettative di quanti la conoscono. La sua impeccabile media universitaria le ha permesso di ottenere un posto di apprendistato presso la rivista femminile Ladies’ Day, ma la sua laboriosità inizia a vacillare. A causa del suo atteggiamento negligente è prontamente incalzata da Jay Cee, la stacanovista redattrice della rivista ed emblema della donna pienamente realizzata dal punto di vista professionale. 
La narrazione del periodo trascorso da Esther alla rivista Ladies’ Day è alternata da flash-back della sua prima esperienza sentimentale con Buddy Willard, ragazzo “della porta accanto”, studente di medicina e, apparentemente, fidanzato perfetto. L'esperienza a New York si rivela ben lontana dalle aspettative, portando Esther alla depressione, alimentata dal ritorno a Boston, fino a sfociare in un tentativo di suicidio. 
Gli ultimi capitoli del romanzo sono ambientati in un istituto di salute mentale e raccontano il percorso di guarigione di Esther.

## Temi

### Morte e rinascita
“Fu un’estate strana, soffocante, l’estate in cui i Rosenberg morirono sulla sedia elettrica” – la prima frase del romanzo introduce già il tema della morte. Esther prova compassione per i coniugi Rosenberg, mostrando sin da subito i segni del suo atteggiamento anticonformista: Esther non accetta le regole della società, ma finge di comprenderle. Esther continua a seguire la vicenda dei Rosenberg con interesse, percependo in essa un presagio di ciò che anche lei dovrà presto subire. Il trattamento psichiatrico che riceve successivamente, infatti, viene vissuto come una condanna vera e propria, volta a punire i suoi atteggiamenti anticonformisti.
Il ricorrente tema della morte è rappresentato in maniera quasi parodistica. La notte prima del viaggio di ritorno da New York a Boston, Esther dice addio alla città gettando i suoi abiti dalla terrazza del suo albergo, "come le ceneri di un caro estinto", in un gesto volto a simboleggiare la morte della “Esther di New York” e la sua rinascita attraverso il ritorno alle origini. Nel pianificare il suo suicidio, Esther cerca di andare incontro alla “norma”, mettendo in atto una serie di cliché. Le sue fantasie stereotipate sul suicidio si scontrano però con la realtà, quando il suo corpo si ribella anziché cedere pacificamente.
L’essere sopravvissuta al tentativo di suicidio è interpretato come una prima forma di rinascita. In seguito, anche la morte di Joan viene vista da Esther come un nuovo inizio. Il giorno che segue l’evento, la clinica è interamente coperta dalla neve, che viene descritta come un “foglio immacolato”. Al funerale di Joan, Esther si sente per la prima volta serena, mentre ascolta il suo cuore sussurrare con ogni battito “Io sono, io sono, io sono”. Esther può finalmente accettare le cicatrici lasciate dalle sue esperienze come parte di sé.
Il suo atteggiamento positivo è però in contrasto con le vicende, ancora irrisolte, che l’hanno portata al crollo psicologico. Il romanzo si conclude con un “lieto fine”, che implica tuttavia una ricaduta e il totale disfacimento della stabilità mentale così duramente ottenuta.

### Regressione psicologica
La campana di vetro racconta la storia di una giovane donna, che dall'adolescenza passa all'età adulta, attraverso un processo di formazione durante il quale vengono rimesse in discussione le regole comportamentali e morali acquisite durante l'infanzia. Esther però, anziché affrontare un percorso di crescita intellettuale e psicologica, regredisce sino alla pazzia. Esperienze che dovrebbero cambiarle la vita in maniera positiva la sconvolgono e la disorientano. Anziché trovare un nuovo significato nella vita, Esther vuole morire. Mentre si riprende lentamente dal tentativo di suicidio, desidera soltanto sopravvivere.
Esther non raggiunge la maturità nella maniera tradizionale del periodo, sposandosi e formando una famiglia, ma al contrario trovando la forza di respingere i convenzionali modelli femminili del tempo. Esther emerge da questo processo con una più chiara comprensione della sua condizione mentale e un rafforzato scetticismo sulle usanze e sui costumi della società. Si descrive, con umorismo caratteristico, come “rattoppata, ricostruita e omologata per la strada”.

### Contraddizione tra aspettative e realtà
Esther nota una contraddizione tra ciò che la società sostiene che lei debba provare e ciò che effettivamente prova. Questa distinzione amplifica la sua pazzia. La società si aspetta che le donne dell’età di Esther siano allegre, disponibili e sicure; questo fa sì che senta di dover reprimere la sua tristezza naturale, il cinismo e il suo umorismo nero. È consapevole di non poter pensare al lato oscuro della vita che la tormenta: il suo fallimento personale, la sofferenza e la morte. Sa che il mondo della moda di New York dovrebbe farla sentire affascinante e felice, ma lo trova pieno di cattiveria, dissolutezza e violenza. Le sue relazioni con gli uomini, che dovrebbero essere romantiche e significative, sono invece marcate dall’incomprensione, dalla mancanza di fiducia e dalla brutalità.
Esther sa che le sue reazioni sono sbagliate. Inizia così a percepire un senso di irrealtà che cresce fino a diventare insopportabile, tanto da portarla alla psicosi e tentare il suicidio.

### Il ruolo delle donne nell'America degli anni cinquanta
Negli anni della guerra fredda, in America molti ruoli professionali erano stati aperti alle donne, ma allo stesso tempo la prospettiva che le donne esercitassero una professione veniva fortemente osteggiata. Questa situazione accresce in Esther il desiderio di alienazione dal mondo che la circonda. Esther è divisa tra il suo desiderio di dedicarsi alla scrittura e la pressione che sente di "sistemarsi e formare una famiglia". Nonostante il talento intellettuale di Esther venga ricompensato con premi e borse di studio, molte persone danno per scontato che lei invece desideri solamente diventare moglie e madre.
Le ragazze del college prendono in giro la sua dedizione allo studio e iniziano a trattarla con rispetto solo quando scoprono che frequenta un ragazzo bello e di buona famiglia. La sua relazione con Buddy le fa guadagnare anche l’approvazione della madre. Buddy si aspetta che Esther abbandoni le sue aspirazioni letterarie per sposarlo e diventare madre. Esther stessa dubita di poter essere madre e poeta allo stesso tempo. Decide comunque di interrompere la relazione con Buddy quando si rende conto che quest’ultimo è un esempio del doppio standard di giudizio applicato nei confronti degli uomini e delle donne negli anni cinquanta.
Esther sente una forte ansia per il futuro perché vede solo possibilità che si escludono a vicenda: sposa sottomessa o solitaria donna di successo. Questo stato d'animo aggrava la sua psicosi.

### Critica alla medicina psichiatrica
La campana di vetro offre un punto di vista critico sulla professione medica in quegli anni, in particolare sulla medicina psichiatrica. La critica inizia con la visita di Esther all’Università di Buddy. Esther è turbata dall’arroganza dei medici e dalla loro mancanza di sensibilità per il dolore sofferto da una donna in travaglio. Quando Esther incontra il suo primo psichiatra, il Dott. Gordon, lo trova pieno di sé e privo di empatia. Questi non l'ascolta e le prescrive la terapia elettroconvulsivante, esperienza che risulta fortemente traumatica. Alcuni degli ospedali in cui Esther viene ricoverata sono descritti come luoghi in cui vengono applicate rigide pratiche costrittive. Esther inizia a guarire solo quando viene presa in cura da una psichiatra donna, la dottoressa Nolan.

## Simbologia
- Campana di vetro: la campana di vetro è uno strumento utilizzato per proteggere oggetti di grande valore, meccanismi delicati, o in ambito scientifico per conservare sostanze e preparati. Per Esther la campana rappresenta la pazzia. Quando è stretta dalla psicosi ha la sensazione di trovarsi sotto una campana di vetro, priva di aria, che distorce la sua visione del mondo e le impedisce di connettersi con le persone attorno a lei. Alla fine del romanzo, la campana viene sollevata ma Esther la sente ancora come appesa su di sé, pronta a caderle nuovamente addosso.
- Albero di fico: all’inizio del romanzo, Esther legge un racconto su un uomo ebreo e una suora che intrecciano una relazione senza futuro, incontrandosi periodicamente sotto un albero di fico. In seguito, l’albero diviene simbolo delle scelte che Esther deve affrontare. Esther immagina che ogni fico rappresenti una vita differente. Lei è in grado di scegliere solo un fico ma, siccome li desidera tutti, rimane paralizzata nell’indecisione. Nel frattempo però i fichi marciscono e cadono al suolo.
- Cuore che batte: quando Esther tenta il suicidio scopre che il suo corpo è determinato a vivere. Esther riflette in seguito che se fosse dipeso da lei si sarebbe uccisa immediatamente, ma non è stata in grado di vincere le reazioni del suo corpo. Infatti, il cuore che batte rappresenta il desiderio del corpo di vivere. Quando Esther tenta di annegare il suo cuore sembra dire con ogni battito: “Io sono Io sono Io sono”.
- Cronaca: Nei capitoli che precedono il tentativo di suicidio di Esther la narrazione è frequentemente interrotta da articoli riguardanti fatti di cronaca. All’istituto psichiatrico, Joan fornisce a Esther gli articoli che parlano della sua scomparsa e del suo tentativo di suicidio. Questi articoli rappresentano l’effetto che le azioni di Esther hanno avuto sugli altri e la discrepanza tra ciò che lei ha affrontato e l’interpretazione che il resto del mondo ha dato alle sue azioni. Joan afferma che sono stati proprio quegli articoli a ispirarla a trasferirsi a New York e a tentare anche lei il suicidio.

## Parallelismo con la vita dell’autrice
- Come Esther Greenwood anche Sylvia Plath è nata a Boston.
- Le vicende riguardanti il tirocinio di Esther alla rivista femminile Ladies’ Day sono basate sull’esperienza personale di Plath che nel 1953 vinse un posto come redattrice presso la rivista Mademoiselle.
- Come accade ad Esther anche Plath non viene ammessa al corso di scrittura creativa nell’estate del 1953.
- La terapia elettroconvulsivante è stata vissuta da Plath in prima persona.
- Il personaggio di Philomena Guinea, scrittrice di successo che offre a Esther di pagare il ricovero nell’ospedale psichiatrico, è basato su Olive Higgins Prouty, che donò a Plath una borsa di studio per lo Smith College.
- La figura di Joan Gilling è basata su Jane V. Anderson, conoscente di Plath. A seguito della pubblicazione dell’opera sotto il reale nome di Plath, Anderson fece causa per diffamazione e invasione della privacy.
- La figura della dottoressa Nolan si crede sia basata sulla terapista di Plath, Ruth Beuscher.

## Critica
Il libro fu inizialmente pubblicato con uno pseudonimo, perciò le prime critiche vennero fatte nei confronti di un’autrice alle prime armi. Robert Taubner parlò de La campana di vetro sul New Statesman, definendolo un “avvincente romanzo di debutto”, e lo paragonò a Il giovane Holden di J. D. Salinger. Laurence Lerner descrisse il libro come “brillante e commovente”. Le prime recensioni risultarono generalmente positive, ma Plath espresse disappunto nel notare che nessuno sembrava comprendere il vero significato dell’opera.
Nel 1968, dopo la pubblicazione dell’edizione tedesca, Ingeborg Bachmann, in una prima analisi del romanzo, descrisse Esther Greenwood come infantile e poco credibile, e definì il libro come le “assurde e sciocche disavventure di una ragazzina”.
Fu solo grazie alla seconda pubblicazione in America, che il romanzo acquistò popolarità tra il pubblico. In una recensione sul New York Times, Robert Scholes definì La campana di vetro come “un bel romanzo, tanto amaro e impietoso quanto le sue ultime poesie”.
Per più di un anno, La campana di vetro si trovò ai primi posti tra best seller americani. Richard Locke sostenne questo successo tra il pubblico fosse dovuto alla fusione tra finzione e realtà presente nel romanzo e allo stile di Plath, che lui descrisse come “femminile, disperato, incompreso”.
Nel 1970 La campana di vetro suscitò un dibattito sul ruolo delle donne nella società. Sylvia Plath divenne un’icona del movimento femminile. Paula Bennett parlò del romanzo come una “brillante rappresentazione dell’atmosfera oppressiva degli anni cinquanta e degli effetti disastrosi che questa ebbe su donne ambiziose come Plath”.
Linda Wagner lo interpretò come una “testimonianza della cultura oppressiva della metà del secolo, che impediva alle donne di condurre una vita produttiva nella società”.
La campana di vetro venne considerato un libro di culto per un'intera generazione.
Teresa de Lauretis spiegò che: “La campana di vetro non è solo la storia di un individuo, ma una visione contemporanea del preconcetto di femminilità, vissuto dal punto di vista di una donna”.
Nel 1998, Elisabeth Bronfen afferma che l’umore nero caratteristico del romanzo è una “celebrazione dell’artificiale”, ed elogia la visione postmoderna del rapporto tra l’identità della protagonista e la cultura pop che la circonda.
Il romanzo continua ad avere una forte popolarità tra il pubblico anche nel ventunesimo secolo. Per esempio, lo staff del Daily Telegraph ha nominato La campana di vetro come uno dei migliori libri cult di sempre.

## Riferimenti televisivi e adattamenti
La campana di vetro è stato spesso citato in serie di successo come Una mamma per amica, I Simpson, I Griffin, Warehouse 13, Robot Chicken e Master of None. Nel film Schegge di follia, una copia del libro viene inquadrata sulla scena della morte accidentale di uno dei personaggi, che viene successivamente collegata ad un suicidio.
Un primo adattamento cinematografico del romanzo è del 1979, La campana di vetro, con la regia di Larry Peerce. Nel film, Joan tenta di convincere Esther a stringere un “patto di suicidio”, fatto che non compare nel libro.
Nel luglio del 2016 Kirsten Dunst aveva annunciato la sua intenzione di debuttare come regista con un adattamento de La campana di vetro, con Dakota Fanning nei panni di Esther Greenwood. Nell'agosto 2019 Kirsten Dunst ha confermato di aver abbandonato il progetto. Rimane aperta la possibilità che il romanzo diventi una serie tv con Dakota Fanning come protagonista, ma senza l'intervento della Dunst.

## Edizioni italiane
- La campana di vetro, traduzione di Daria Menicanti, Collana Nuovi scrittori stranieri n.29, Milano, Arnoldo Mondadori, 1968. - Introduzione di Claudio Gorlier, Collana Oscar n.920, Mondadori, 1979; Collana I Gabbiani n.27, Oscar Mondadori, 1992; Collana Oscar Scrittori del Novecento n.1723, Mondadori, 2000.
- La campana di vetro, in Opere, traduzione di Adriana Bottini, Collana I Meridiani, Milano, Mondadori, 2002.
- La campana di vetro, trad. di Adriana Bottini, in Appendice 6 poesie da Ariel tradotte da Anna Ravano, Collana Oscar Scrittori moderni, Milano, Mondadori, 2005, ISBN 978-88-045-4504-0.